# Lis og Jørgen
|  | Denne artikel er oprettet af botten PalnaBot ud fra en ekstern database. Den kan derfor have sproglige fejl eller mangler. Denne skabelon kan fjernes efter kontrol af indholdet. |

Lis og Jørgen er en dokumentarfilm instrueret af Elise Klarskov Petersen efter manuskript af Elise Klarskov Petersen.

## Handling
Lis og Jørgen bliver gift. Jørgen bliver bl.a. sprøjtemaler og udsat for organiske opløsningsmidler. Jørgen pådrager sig en hjerneskade og man følger deres kamp for at få Jørgen anerkendt som arbejdsskadet. Filmen er bygget over 22 års problemer.